# Bonapruncinia
Bonapruncinia is een monotypisch geslacht van spinnen uit de  familie van de Thomisidae (krabspinnen).

## Soort
- Bonapruncinia sanctaehelenae (Benoit, 1977)